# Pleurobrachia
Pleurobrachia is een geslacht van ribkwallen en de naamgever van de familie van de Pleurobrachiidae. 

## Soorten
- Pleurobrachia arctica Wagner, 1885
- Pleurobrachia australis (Benham, 1907)
- Pleurobrachia bachei L. Agassiz, 1860
- Pleurobrachia brunnea Mayer, 1912
- Pleurobrachia cyanea (Chun, 1889)
- Pleurobrachia globosa Moser, 1903
- Pleurobrachia pigmentata Moser, 1903
- Pleurobrachia pileus (O.F.Müller, 1776) – Zeedruif
- Pleurobrachia rhodopis Chun, 1880
- Pleurobrachia striata Moser, 1907